# Pierre Bérégovoy
Pierre Bérégovoy (; n. 23 decembrie 1925, Déville-lès-Rouen, Haute-Normandie, Franța – d. 1 mai 1993, Nevers, Bourgogne, Franța) a fost un om politic francez, membru al Partidului Socialist, prim-ministrul Franței în perioadă aprilie 1992 – martie 1993.

## Biografie
S-a născut în 1925 într-o familie de mici comercianți din Normandia. Tatăl său, originar din orașul ucrainean Izium din regiunea Harkiv, era ofițer în armata țaristă și a fost admis în Franța ca refugiat. Pierre și-a abandonat studiile atunci când tatăl său s-a îmbolnăvit și a devenit ajustor mecanic la SNCF, societatea națională de transport feroviar de călători din Franța. În iulie 1943 s-a implicat în mișcarea de Rezistența a lucrătorilor feroviari și s-a alăturat unui sindicat comunist clandestin, Confédération générale du travail, luptând alături de Forțele Franceze din Interior.
După eliberarea Franței a aderat la Secția Franceză a Internaționalei Muncitorești (SFIO). În anul 1949 a întrat în cabinetul ministrului transporturilor. În 1969 a fost numit în biroul național al proaspătului Partid Socialist. După ce socialistul François Mitterrand a fost ales președintele Franței în 1981, el a devenit secretar general al președinției. 
A fost ministrul pentru afaceri sociale în perioada iunie 1982 – iulie 1984, apoi ministrul economiei și finanțelor în perioadele iulie 1984 – martie 1986 și mai 1988 – aprilie 1992. La momentul respectiv a fost numit prim-ministrul Franței, înlocuind-o pe Édith Cresson. A demisionat în mai 1993, după ce a fost implicat într-un caz de posibilă corupție, și s-a sinucis câteva săptămâni mai târziu.